# Ажибай
Ажибай (каз. Әжібай) — село в Казталовском районе Западно-Казахстанской области Казахстана. Административный центр Бирикского сельского округа. Код КАТО — 274841100.

## Население
В 1999 году население села составляло 1118 человек (578 мужчин и 540 женщин). По данным переписи 2009 года, в селе проживали 1122 человека (577 мужчин и 545 женщин).